# توحيد المفضل
توحيد المُفضّل هو كتاب يضم حديثاً طويلاً عن جعفر الصادق حول مواضيع عدة كالحكمة ومعرفة الله وأسرار الخلقة وقد أملاه على المفضل بن عمر الجعفي خلال أربعة مجالس.

## المؤلف
المفضل بن عمر الجعفي متكلم من أصحاب جعفر الصادق وقد روى عنه كتاب الهفت الشريف.
ولد في الكوفة أواخر القرن الأول الهجري

## سبب التأليف
ذكر مفضل بن عمر الجعفي قصة تأليفه ، وهي:
«بأنه كان في ليلة جالس في مسجد المدينة بجوار قبر الرسول وهو يفكر بمكانة الرسول ففجأة دخل ابن أبي العوجاء مع أصحابه فادعى بأن النبي كان فيلسوفاً حیث ادعى المرتبة العظمى والمنزلة الكبرى وأتى على ذلك بمعجزات بهرت العقول وضلت فيها الأحلام وغاصت الألباب على طلب علمها.... وزعم بأن لا صانع لهذا العالم وتكوين العالم وما فيها من ذاتها و... فغضب مفضل وقال :يا عدو الله ألحدت في دين الله فأجابوا :إن كنت من أصحاب جعفر الصادق فما هكذا تخاطبنا.فخرج محزوناً وذهب إلى الإمام جعفر الصادق : فقال له:آتيني غداً لأكلكمك عن تكوين العالم وحكمة الباري.فجالس الإمام اربعة مجالس».

## محتوى الكتاب
يتكون الكتاب من أربعة اجزاء فكل جزء يشكل مجلس من مجالسه مع جعفر الصادق.
- المجلس الأول: «تحدث عن إنكار بعض الجهلة لوجود الله عدم وجهلهم لأسباب الخلقة وحكمة خلق العالم وخلق الإنسان وأعضاء الجسم كجهاز الهضم والحواس الخمسة، ويستدل بتلك على حكمة خالقها وقدرته وعلمه.»
- المجلس الثاني: «تحدث  عن عجائب عالم الحيوانات.»
- المجلس الثالث: «تحدث  عن عجائب الكون والسماوات والأرض تدبير الله في الفصول والأزمنة.»
- المجلس الرابع: «تحدث  عن الآفات التي تصيب الناس والموت والفناء.»

## نسخ الكتاب
هناك نسخ مخطوطة كثيرة من توحيد المفضل منها في إيران في مكتبة العتبة الرضوية والمكتبة الوطنية، ومكتبة المرعشي النجفي ومنها في العراق.

## وصلات خارجية
- قراءة الكتاب - شبكة رافد
- صحة كتاب توحيد المفضل